# Carl Belew
Pour les articles homonymes, voir Belew.
Carl Belew de son vrai nom Carl Robert Belew (né le 21 avril 1931 à Salina en  Oklahoma et mort le 31 octobre 1990) est un chanteur et auteur-compositeur américain de musique country. Carl Belew a travaillé avec Decca, RCA Victor, et MCA dans les années 1950. Il a également écrit des singles pour Johnnie & Jack, Eddy Arnold, Jim Reeves et d'autres.

## Carrière
La carrière musicale de Carl Belew a commencé dans les années 1950 quand il a joué sur le Louisiana Hayride. Il a signé pour Decca Records à la fin de la décennie, atteignant le numéro 9 avec « Am I That Easy to Forget », qui a ensuite été enregistrée par Skeeter Davis,Debbie Reynolds, Esther Phillips, Engelbert Humperdinck, Jim Reeves et d'autres. Également dans cette période, Johnnie & Jack ont enregistré « Stop the World and Let Me Off », tandis que Andy Williams a enregistré « Lonely Street ».
Il a continué à écrire des chansons pour d'autres, y compris « What's He Doing in My World » par Eddy Arnold et « That's When I See the Blues » par Jim Reeves, tous deux, Waylon Jennings et Susan Raye on marqué les années 1970 avec des reprises de « Stop the World and Let Me Off ». Carl Belew est mort du cancer en 1990.

## Discographie

### Albums
- Carl Belew (1960)
- Hello Out There (1964)
- Am I That Easy to Forget (1965)
- Another Lonely Night (1965)
- Country Songs (1966)
- Lonely Street (1967)
- Twelve Shades of Belew (1968)
- When My Baby Sings His Song (1972)

### Singles
| Année | Single                                         | Top positions     |
| Année | Single                                         | Hot Country Songs |
| ----- | ---------------------------------------------- | ----------------- |
| 1959  | "Am I That Easy to Forget"                     | 9                 |
| 1960  | "Too Much to Lose"                             | 19                |
| 1962  | "Hello Out There"A                             | 8                 |
| 1964  | "In the Middle of a Memory"                    | 23                |
| 1965  | "Crystal Chandelier"                           | 12                |
| 1966  | "Boston Jail"                                  | 43                |
| 1966  | "Walking Shadow, Talking Memory"               | 65                |
| 1967  | "Girl Crazy"                                   | 65                |
| 1968  | "Mary's Little Lamb"                           | 68                |
| 1971  | "All I Need Is You" (with Betty Jean Robinson) | 51                |
| 1974  | "Welcome Back to My World"                     | 56                |

## Sources